# Ole Haslund
Ole Georg Haslund (født 21. oktober 1877 i København, død 13. marts 1962 i Hellerup, Gentofte) var en dansk kunsthandler og møbelsnedker.
Ole Haslund var søn af maler Otto Haslund, og bror til billedhugger Misse Haslund. Efter endt skolegang kom Haslund i malerlære og bestod svendeprøven 1899.
Efter en kortvarig akademiuddannelse forsøgte han sig som kunstner og rejste 1901 til Paris, hvor han fik interesse for antikke møbler samtidig med at han uddannede sig som møbelarkitekt og kunstsnedker. Efter Paris åbnede han i 1905 en mindre forretning i Klosterstræde med antikke møbler og antikviteter, som han senere flyttede til Østergade. I samarbejde med Svend Heyman skabte han 1910 i Karel van Manders Gård, der senere blev kendt som Ole Haslunds Hus, en antikvitetshandel med internationalt ry.
Han drev forretningen ved dels at restaurere, og at kopiere så forretningen altid havde antikke møbler. Selv om ikke alt var ægte lykkedes det Haslund at skabe en virksomhed med succes, der må regnes som en af de største af sin art. 1942 flyttede forretningen fra Østergade til Amagertorv.
Ved Svend Heymans død 1932 blev Haslund eneindehaver af forretningen, som i 1940 omdannedes til aktieselskab, og alle aktier ligesom Haslunds øvrige formue skænkedes til det samtidigt oprettede Ole Haslunds Kunstnerfond. Sin egen villa i Hellerup testamenterede han som æresbolig til en kunstner. 1930 oprettedes på hans landejendom ved Hornbæk den selvejende institution Ræveskiftet. Til ejendommen hører ca. 13 ha for størstedelen fredet areal, og på grunden er opført tolv huse som om sommeren stilles til rådighed for kunstnere og journalister.